# Cactus Air Force
Die Cactus Air Force war eine alliierte Luftstreitmacht, die aus US-amerikanischen und neuseeländischen Einheiten bestand. Sie war auf dem Henderson Field auf der Salomonen-Insel Guadalcanal stationiert.

## Vorgeschichte
Im Frühsommer 1942 landeten Einheiten der japanischen Streitkräfte auf Guadalcanal und begannen einen kleinen Luftwaffenstützpunkt in der Nähe von Honiara zu errichten, den sie Lunga Point nannten (Kodekennung RXI), nach dem gleichnamigen Flussdelta in der nahen Umgebung. Mit diesem Flugfeld hätten die Japaner die Kontrolle über die Süd-Salomonen gewonnen. Die australischen Nachschubwege und auch Neuguinea waren von hier aus erreichbar.

### Eroberung von Lunga Point
Die 1st Marine Division der US-Marines unter Generalmajor Alexander A. Vandegrift landete gegen 9:00 Uhr am Morgen des 7. August 1942 mit rund 19.000 amerikanischen Marineinfanteristen auf Guadalcanal.
Die Marines drangen durch den Dschungel vor und eroberten das von den Japanern im Bau befindliche Flugfeld Lunga Point. Am Nachmittag des 10. August waren die Amerikaner dann im Besitz des fast fertiggestellten Flugfeldes, den sie Henderson Field tauften.

## Gründung der Cactus Air Force
Ab dem 13. August 1942 nahmen Trägerflugzeuge des amerikanischen Geleitflugzeugträgers Long Island an den Kampfhandlungen teil und unterstützten die Marines im Kampf gegen die japanischen Verteidiger. Flugzeuge der Long Island waren die ersten, die auf dem zu dieser Zeit noch unfertigen Lunga Point Flugfeld landeten. Die Flugzeuge von Bord der Long Island stellten die ersten nach Guadalcanal eingesetzten Marinefliegermittel dar, den Beginn der Cactus Air Force (CAF), benannt nach dem Decknamen der Alliierten für die umkämpfte Insel.
Während die Japaner weitere Truppen nach Guadalcanal verlegten, arbeiteten die Amerikaner an der Fertigstellung des jetzt neu benannten Henderson Field. Generalmajor Vandegrift nannte die Fertigstellung des Flugfeldes den Schlüssel zum langfristigen Überleben auf Guadalcanal.
Ungefähr eine Woche nach der Landung trafen Transportschiffe ein, um das Material für einen Luftwaffenstützpunkt abzuladen. Darunter befanden sich Treibstoff, Munition, Werkzeuge, Ersatzteile und das nötige Bodenpersonal.
Am 20. August 1942 katapultierten sich 31 Flugzeuge der Marine Aircraft Group (MAG) 23 vom Deck des Geleitflugzeugträgers Long Island und nahmen Kurs auf Guadalcanal. Zu den Flugzeugen gehörten 19 F4F-4 Wildcat-Jäger der Marine Fighting Squadron (VMF) 223 und 12 SBD-3 Dauntless Sturzkampfbomber der Marine Scout Bombing Squadron (VMSB) 232. Die beiden Staffeln VMF-224 und VMSB-231 folgten in den Flugzeugtransportern Kitty Hawk und Hammondsport und flogen am 30. August weiter zur Insel. Im Verlauf der nächsten Wochen trafen eine Reihe von Flugzeugen ein, darunter P-400 Airacobras und B-17 Flying Fortresses der Army Air Forces sowie Trägerflugzeuge der US-Navy.

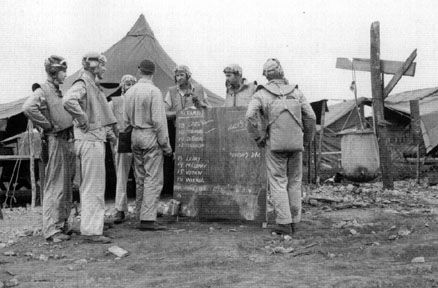
Piloten der Cactus Air Force bei einem Treffen rund um das „Duty Board“ auf dem Henderson Field auf Guadalcanal

Eine der wichtigsten Verstärkungen traf am 1. September ein: fast 400 Männer einer Marinebaubrigade der SeaBees. Die Brigade begann mit der Arbeit an einer zweiten Landebahn, Fighter 1, südöstlich des ursprünglichen Flugplatzes. Die in einer Woche fertiggestellte Fighter 1 war das Einzige, was die CAF im weiteren Verlauf der Kampagne nach einem verheerenden nächtlichen Bombardement durch zwei japanische Schlachtschiffe betriebsbereit hielt.
Ab Mitte September konnten die, bis zu diesem Zeitpunkt allein auf sich gestellten Staffeln, auf die Ankunft unzusammenhängender Kontingente von Flugzeugen der US-Navy und Besatzungen hoffen, die von Flugzeugträgern vertrieben worden waren, die entweder versenkt oder beschädigt wurden. Dazu gehörten Einheiten von der Saratoga, Enterprise und der Wasp.

### Die neuseeländischen Einheiten
Am 23. November kamen sechs Lockheed Hudsons der Royal New Zealand Air Force (RNZAF) 3. Staffel als erste neuseeländische Flugzeuge in Guadalcanal an. Brigadegeneral Louis E. Woods, der damalige Kommandeur der CAF, platzierte diese Flugzeuge für dringende Einsätze in der Aufklärungsabteilung. Obwohl der anfängliche Beitrag der RNZAF äußerst gering war, lieferten die neuseeländischen Flugzeuge schnelle Ergebnisse. Ihre wichtigste Aufgabe bestand darin, Such- und Patrouillenmissionen durchzuführen und die Besatzungen der schweren amerikanischen B-17- und Dauntless-Sturzbomber von dieser Verantwortung zu entbinden.
Während der Kämpfe um Guadalcanal und weiterer Salomonen-Inseln im Jahr 1943 wuchs die Stärke der RNZAF auf Guadalcanal. Die RNZAF-Staffeln Nr. 14, 15 und 16, ausgerüstet mit Curtiss P-40, flogen wichtige Kampfeinsätze zur Unterstützung der amerikanischen Offensive. Diese Jäger griffen japanische Schifffahrtslinien an, führten Bodenangriffsmissionen durch und schützten amerikanische Bomber. Diese Jagdeinheiten wurden später mit dem leistungsstärkeren F4U Corsair Flugzeug ausgerüstet, und die Hudson wurde durch den aktualisierten Lockheed-Ventura-Bomber ersetzt.

## Bedeutung der Küstenbeobachter für die CAF
Bei den meisten japanischen Luftangriffen von Rabaul aus wurden die alliierten Streitkräfte auf Guadalcanal von den Küstenbeobachtern rechtzeitig gewarnt. Die Küstenbeobachter, in erster Linie eine Truppe Australier, bestand aus einer Gruppe von 41 Beobachterstationen, verteilt über die Salomon-Inseln. Bei jedem Luftangriff von Rabaul aus wurden zwei Küstenbeobachter auf Bougainville überflogen, die die CAF über den allgemeinen Zeitpunkt und die Art des Angriffs informierten. Ein weiterer Küstenbeobachter auf New Georgia gab dann eine kritische Warnung ab. Diese Warnung hatte einen 45-minütigen Vorlauf bis zum zu erwartenden Angriff und gab damit genügend Zeit, um alle Flugzeuge in die Luft zu bringen. Die F4F-4 Wildcats, die nur über eine langsame Steigrate verfügten, hatten damit genügend Zeit, um eine entsprechende Höhe zu gewinnen, bevor die japanischen Flugzeuge eintrafen. Die Warnung ermöglichte es der CAF zudem, die verbleibenden Kampfflugzeuge von der Basis abzuziehen und so die möglichen Verluste am Boden zu minimieren.

## Einsatzgruppen und Führungsebene

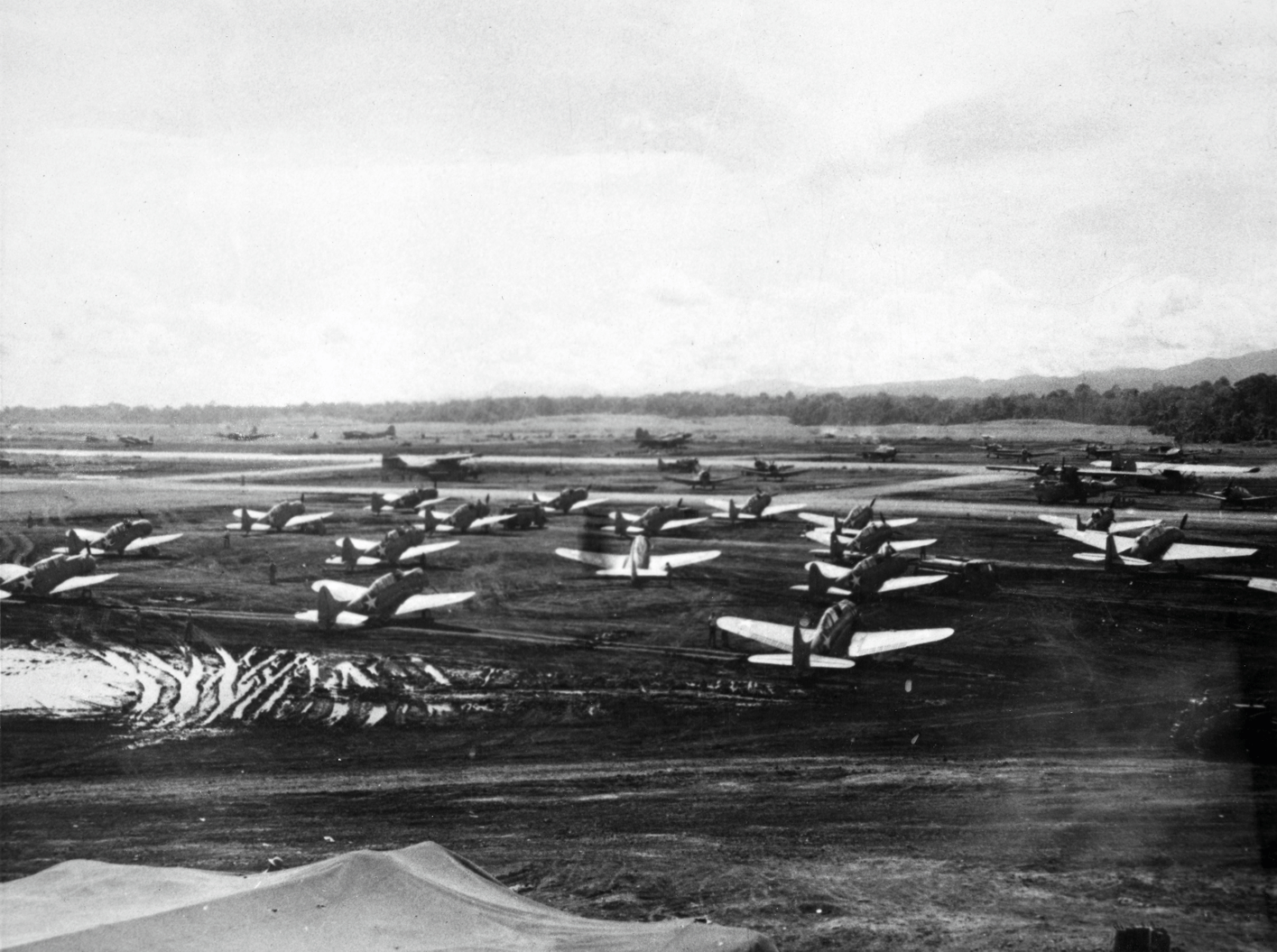
Flugzeuge der Cactus Air Force auf Henderson Field im Jahr 1942

Während der fortschreitenden Luftkämpfe um Guadalcanal und der umliegenden Meere hatten sich zwei Einsatzgruppen herausgebildet. Die Marine Aircraft Group (MAG) 23, die im Wesentlichen aus Jagdflugzeugen gebildet wurde, und die Marine Aircraft Group (MAG) 14, die aus allem anderen bestand, was fliegen konnte.
Bis zum 16. Oktober 1942, als MAG-14 die MAG-23 als Verwaltungs- und Wartungsbehörde auf Henderson Field ablöste, war die CAF zu klein, um sich um Zwischenstufen des taktischen Kommandos zu kümmern.
Brigadegeneral Roy S. Geiger, der Kommandeur des 1st Marine Aircraft Wing, und ein kleiner Einsatzstab leiteten alle Einsätze direkt. Hochrangige Marine-Kampfpiloten, zunächst Oberstleutnant William J. Wallace, sowie anschließend Oberstleutnant Harold W. Bauer, fungierten als Kampfkommandanten. In gleicher Weise halfen die erfahrensten Piloten anderer Flugzeugtypen bei der Planung und Führung von Angriffen, völlig unabhängig von ihrem Dienst. Als die meisten der überlebenden Piloten und Flugzeugbesatzungen der MAG-23 im Oktober für eine Pause und einen Trainingseinsatz in den USA aus Guadalcanal abgezogen wurden, war die CAF zu einer Größe und Komplexität angewachsen, die Geigers direkte Aufsicht über alle Flüge unmöglich machte.
Bei der Ankunft der MAG-14 am 16. Oktober 1942 wurde ihr Kommandeur, Oberstleutnant Albert D. Cooley, zum Leiter eines Luftsuch- und Angriffskommandos ernannt, das alle Bombenangriffe, Aufklärungs- und Rettungsoperationen steuern sollte. Oberstleutnant Bauer behielt die Leitung über die Kampfflugzeuge. Nachdem Bauer am 15. November als vermisst gemeldet worden war, übernahm Oberstleutnant Samuel S. Jack die Leitung des Jagdkommandos. Als Oberst William O. Brice am 19. Dezember Oberstleutnant Cooley als Kommandant der MAG-14 ablöste, übernahm er auch das Kommando über die Such- und Angriffsflugzeuge. Generalmajor Francis P. Mulcahy, der nun die CAF leitete, richtete ein Fighter Command ein und bestätigte Oberstleutnant Samuel S. Jack als dessen Leiter.

## Wirkung der CAF
Ohne adäquate nächtliche Bodenkampffähigkeiten oder nächtliche Luftangriffsfähigkeiten hatten die Amerikaner scheinbar keine Möglichkeit, die Japaner daran zu hindern, die nächtliche Kontrolle über die maritimen Landungen auf Guadalcanal zu übernehmen. Den Japanern eine solche Kontrolle zu gestatten, hätte jedoch katastrophale, wenn nicht gar tödliche Folgen für den Erfolg der amerikanischen Invasion haben können, eine Tatsache, die von Anfang anerkannt wurde. Die amerikanische Herausforderung bestand daher darin, in den nächtlichen Gewässern um Guadalcanal eine sogenannte „Sea Denial“-Operation gegen die Fahrten des Tokyo Express durchzuführen.
Wird die operative und taktische Ebene des Krieges in der Guadalcanal-Kampagne betrachtet, so war die Luftüberlegenheit letztendlich die wesentliche Voraussetzung für den Sieg. Die entscheidende Aktion beruhte auf der Fähigkeit der Cactus Air Force, diese wesentliche Bedingung in ausreichendem Maße zu sichern und auszunutzen, so dass der Sieg für die Alliierten logischerweise folgte.

## Zusammensetzung der Cactus Air Force
| Einheit                                             | Einheit                                | Flugzeuge       | Flugzeuge                                  | Kommandeur                            |
| --------------------------------------------------- | -------------------------------------- | --------------- | ------------------------------------------ | ------------------------------------- |
| Einheit                                             | Einheit                                | Anzahl          | Typ                                        |                                       |
| Marine Aircraft Group (MAG) 23                      |                                        |                 |                                            |                                       |
|                                                     | Marine Fighting Squadron (VMF) 121     |                 | F4F-4 Wildcat                              | Major Leonard K. Davis                |
| Marine Fighting Squadron (VMF) 212                  |                                        | F4F-4 Wildcat   | Lieutenant Colonel Harold Bauer            |                                       |
| Marine Fighting Squadron (VMF) 223                  | 10                                     | F4F-4 Wildcat   | Captain John L. Smith Major Marion E. Carl |                                       |
| Marine Fighting Squadron (VMF) 224                  | 19                                     | F4F-4 Wildcat   | Captain Robert E. Galer                    |                                       |
| Marine Scout Bombing Squadron (VMSB) 231            | 10                                     | SBD-3 Dauntless | Major Leo R. Smith                         |                                       |
| Marine Scout Bombing Squadron (VMSB) 232            | 12                                     | SBD-3 Dauntless | Major Richard C. Mangrum                   |                                       |
| 67th Fighter Squadron (Army Air Corps)              | 67th Fighter Squadron (Army Air Corps) | 3               | P-400 Airacobra                            | Captain Dale Brannon                  |
| Trägerflugzeuge (Flight 300)                        | Trägerflugzeuge (Flight 300)           | 10              | TBF Avenger                                | Lieutenant Turner Foster Caldwell Jr. |
| Marine Aircraft Group (MAG) 11                      |                                        |                 |                                            |                                       |
|                                                     | Marine Fighting Squadron (VMF) 112     |                 | F4F-4 Wildcat                              |                                       |
| Marine Scout Bombing Squadron (VMSB) 132            |                                        | SBD-3 Dauntless | Major Joseph Sailer Jr.                    |                                       |
| Royal New Zealand Air Force (RNZAF) ab 28. November |                                        |                 |                                            |                                       |
|                                                     | Staffel Nr. 3                          | 6               | Lockheed Hudson                            |                                       |
|                                                     | Staffeln Nr. 14, 15 und 16             |                 | Curtiss P-40                               |                                       |
| Stand Ende August 1942                              |                                        |                 |                                            |                                       |

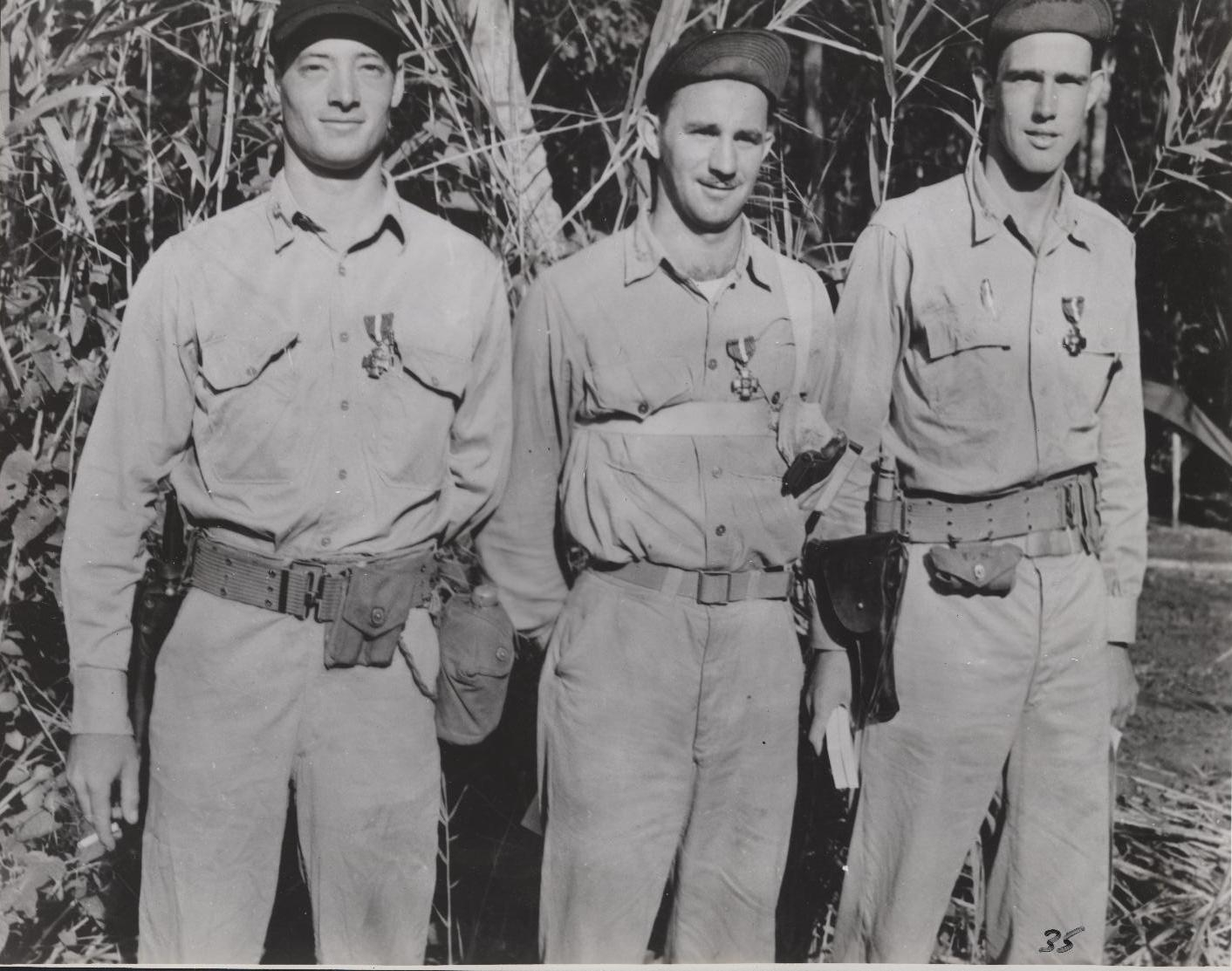
Diese drei Marineflieger waren für den Abschuss von 46 japanischen Jägern über Guadalcanal verantwortlich. Von links nach rechts: Major John L. Smith, Major Robert D. Galer und Captain Marion E. Carl

Die CAF zeichnete sich durch eine starke Fluktuation an Kampfflugzeugen aus. Verluste bei Luftkämpfen dünnten ihre Stärke aus und Stationierungen weiterer Staffeln, oftmals von Flugzeugträgern, erhöhten sie wieder. Ede Dezember 1942 bestand die CAF aus insgesamt 161 Flugzeugen der unterschiedlichsten Typen.

## Das Ende der CAF
Am 15. Februar 1943 übernahm Konteradmiral Charles P. Mason das Kommando auf Guadalcanal und wurde damit der erste Offizier, der den Titel ComAirSols trug. Er löste Brigadegeneral Francis P. Mulcahy ab, der während der letzten Phase der Verteidigung alle auf Guadalcanal stationierten Flugzeuge kontrolliert hatte. Mulcahy, der nun Masons Stabschef wurde, war auch kommandierender General des 2. Marineflugzeuggeschwaders.
Mason war dem alliierten, aber von den USA geführten Oberkommandierenden des South Pacific Area (SOPAC), unterstellt. Dieser behielt es bis zum 4. April 1943, als Admiral William Halsey Konteradmiral Marc A. Mitscher, als ComAirSols zur Ablösung von Admiral Mason ernannte.